# لئونارد کاکین

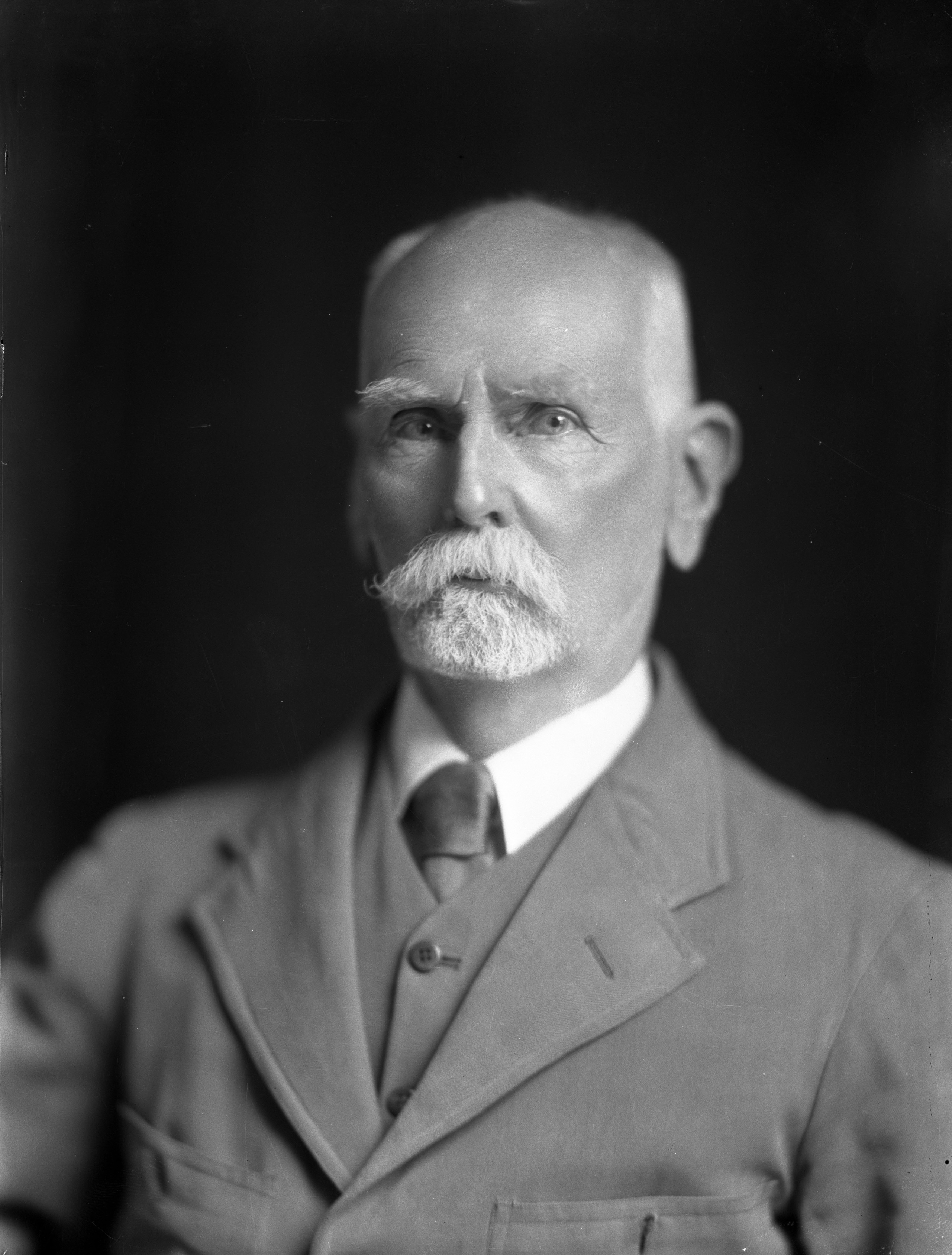
کاکین در ۱۹۲۸

لئونارد کاکین (به انگلیسی: Leonard Cockayne) (زاده ۷ آوریل ۱۸۵۵ – درگذشته ۸ ژوئیه ۱۹۳۴) به عنوان بزرگترین گیاه‌شناس نیوزیلند در نظر گرفته می‌شود و بنیانگذار این علم جدید در نیوزیلند است.